# Aragoto
Aragoto (荒事), o estil brusc, és una estil d'actuació kabuki que fa servir kata (formes o moviments) i formes de parlar exagerades i dinàmiques. Sovint els actors aragoto porten un maquillatge vermell o blau molt marcat (kumadori), i duen robes embuatades i engrandides. El terme aragoto és una abreviació d'aramushagoto, que literalment vol dir qüestió de guerrer imprudent.

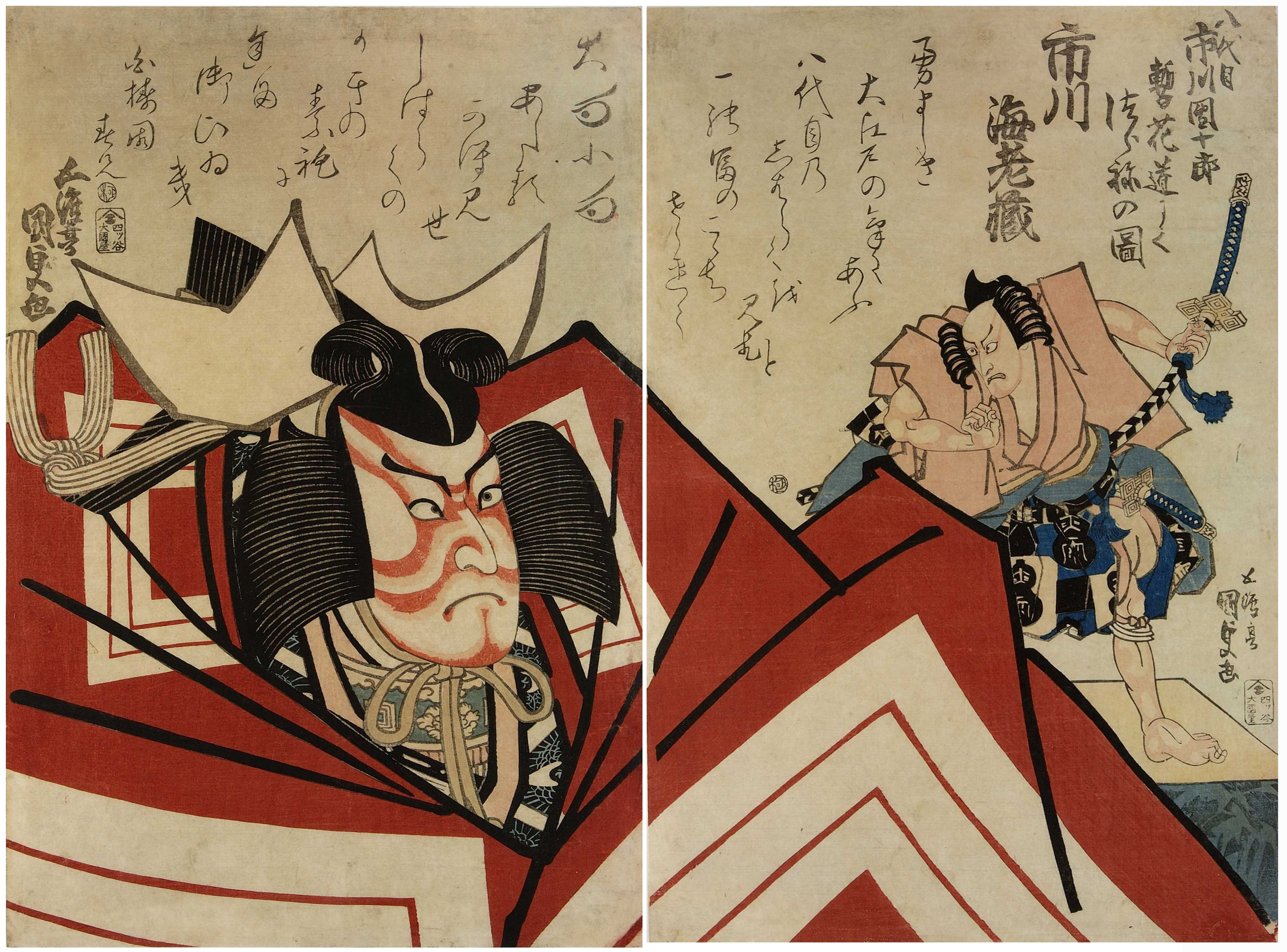
Ichikawa Danjūrō VIII en el paper protagonista de Shibaraku, paper definitiu de laragoto. Gravat ukiyo-e d'Utagawa Kunisada.

L'estil el va crear i promoure Ichikawa Danjūrō I, un actor de la regió d'Edo, i han acabat tipificant-lo els seus successors en la línia d'Ichikawa Danjūrō. Papers tals com els protagonistes de Sukeroku i de Shibaraku són especialment representatius d'aquest estil. L'aragoto sovint es contrasta amb l'estil wagoto (suau), que va sorgir cap a la mateixa època i que se centra en una actuació més naturalista.